# Adriaan Alberga
Adriaan Cornelis Jasper Marius Alberga (Paramaribo, 14 de febrero de 1887-4 de diciembre de 1952) fue un jurista y político de Surinam.

## Carrera
Alberga fue un oficial de la corte en Surinam, estudió abogacía. En diciembre de 1910 asumió como segundo oficial del registro de policía para la investigación de casos criminales. Posteriormente se convirtió en jefe del Distrito de Paramaribo. En el verano de 1921 cuando D. Coutinho partió para los Países Bajos, Alberga fue designado abogado del distrito y sub-magistrado de Paramaribo. En julio de 1926, Adrian Alberga asumió como comandante de distrito de Maroni y en febrero de 1929 se convirtió en abogado litigante de Paramaribo. 
Otras funciones desempeñadas por Alberga incluyen:
- Abogado general
- Miembro de la Corte de Justicia de Surinam
- Ministro de Guerra
- Presidente del Colegio de Abogados

Luego de las elecciones generales de marzo de 1951 Alberga fue designado Ministro de Justicia y Policía y de Finanzas. Cuando John Buiskool renunció el 6 de septiembre de 1952 al cargo de ministro de Asuntos Generales, Alberga fue nombrado primer ministro de Surinam.
- Datos: Q2788993